# Cliff Windham
Cliff Windham (* 22. April 1961; † 2004 in Amsterdam) war ein US-amerikanischer Basketballspieler.

## Werdegang
Windham aus Emelle (US-Bundesstaat Alabama) spielte an der Livingston High School und von 1979 bis 1983 an der University of Alabama. Für die Hochschulmannschaft bestritt der 1,98 Meter große Flügelspieler 122 Partien (5,4 Punkte, 3,2 Rebounds/Spiel).
Als Berufsbasketballspieler in Deutschland spielte er mit dem OSC Bremerhaven in der Saison 1984/85 in der 2. Basketball-Bundesliga Nord. In der nachfolgenden Saison 1985/86 wurde er mit Bremerhaven Meister der Nordstaffel der zweithöchsten deutschen Spielklasse, Windham führte die Korbschützenliste der Liga in der Hauptrunde mit 33,5 Punkten je Begegnung an. Bremerhaven verzichtete auf den Aufstieg in die Basketball-Bundesliga.
1986/87 und 1987/88 spielte Windham für Avanti Brügge in Belgien, in seinem zweiten Jahr in Brügge war er mit 32 Punkten je Begegnung bester Korbschütze der ersten belgischen Liga. Hohe Punktwerte erreichte der Flügelspieler auch, als er zwischen 1988 und 1990 für Cognac in der zweiten französischen Liga beschäftigt war: 1988/89 waren es 29,4 und 1989/90 26,3 Punkte pro Partie. Im Spieljahr 1990/91 stand er bei VBC Akrides in der ersten Liga der Niederlande unter Vertrag und erzielte 25,9 Punkte je Begegnung. Später spielte er für den Verein BV Orca's im Ort Urk in den Niederlanden.